# Ле Бре де Флакур, Пьер-Карден
Пьер-Карден Ле Бре де Флакур (фр. Pierre-Cardin Le Bret de Flacourt; 1639, Париж — 25 февраля 1710, Экс-ан-Прованс) — французский государственный деятель, первый президент парламента Прованса (1691—1710).

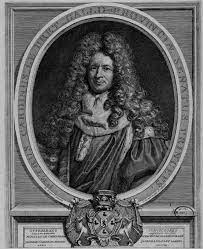
Портрет Пьера-Кардена Ле Бре

## Биография

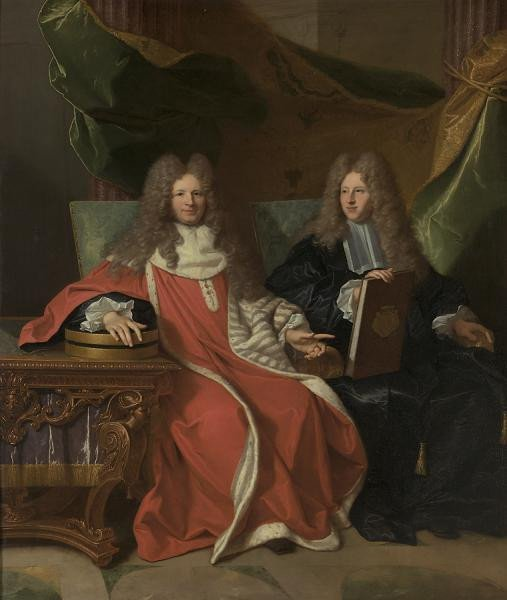
Худ. Гиацинт Риго. Портрет Пьера-Кардена Ле Бре с сыном. 1697 г.

Сын Жюльена Ле Бре, советника Парижского парламента. Внук политика и юриста, советника кардинала Ришельё — Кардена Ле Бре.
Занимал высокие судебные и административные должности.
Был советником Великого совета (1668), в 1676 году — рекетмейстер, докладчик просьб и жалоб (то же, что статс-секретарь).
В 1681—1683 годах служил интендантом Лиможа, в 1683—1686 годах — интендантом Гренобля, в 1686—1687 годах — интендантом Лиона, в 1687—1704 годах служил Интендантом Прованса.
В 1691—1710 годах — первый президент парламента Прованса.